# クリットゥライ
クリットゥライ（குழித்துறை：Kuzhithurai）は、インド南部のタミル・ナードゥ州カンニヤークマリ県にある町。同県ヴィラヴァンコードゥ郡の中心都市である。

## 概要
町は約5km²に広がり、19,265人の人口を擁する。国道47号線が通り、インド南部鉄道のクリットゥライ駅は隣接するマルダンダムにある。
歴史的および地理的背景から、住民はタミル語にもマラヤーラム語にも堪能である。

## 地理
北緯：8° 19' 0　／　東経：77° 10' 60
| 県外 - チェンナイまで 748km - ティルッチラーッパッリまで 429km - マドゥライまで 287km - コーヤンブットゥールまで 477km | 県内 - カンニヤークマリまで 45km - ナーガルコーイルまで 26km - パドマナーバプラムまで 10km - コラッチャルまで 23km |

## 政治
クリットゥライが属するヴィラヴァンコードゥ選挙区では、インド共産党マルクス主義派が優勢である。2001年の州議会議員選挙では同党のD・モニーが当選し、2006年の州議会議員選挙でも同党のG・ジョーン・ジョセフが当選した。